# Leban (Boja)
Leban is een bestuurslaag in het regentschap Kendal van de provincie Midden-Java, Indonesië. Leban telt 1893 inwoners (volkstelling 2010).